# Друга армија ЈА
Друга армија је била армија Народноослободилачке војске (НОВЈ) и Југословенске армије (ЈА). Формирана је 1. јануара 1945. наредбом Врховног команданта НОВ и ПОЈ маршала Јосипа Броза Тита од Јужне оперативне групе дивизија НОВЈ коју је сачињавао Четрнаести српски корпус са: Седамнаестом источнобосанском, 23. и 25. српском, 28. славонском и 45. српском дивизијом, које су крајем децембра 1944. форсирале Дрину и дејствовале у источној Босни.
У оперативном смислу Другој армији је од 17. марта била потчињена и Сарајевска оперативна група, у чијем саставу су били Други ударни корпус (Трећа ударна, 29. херцеговачка и 37. санџачка дивизија), Трећи босански корпус (27. и 38. источнобосанска дивизија) и Пети босански корпус (Четврта и Десета крајишка дивизија). У то време су под непосредном командом Штаба армије биле Прва и Друга армијска бригада и један противтенковски дивизион, док је њена Трећа армијска бригада била у формирању. При формирању дивизија је имала око 60.000, а почетком маја 1945. већ око 110.000 бораца.
Командант Друге армије био је Коча Поповић, политички комесар Блажо Ломпар, а начелник Штаба Љубо Вучковић. 

## Борбени пут Другe армије
У периоду од јануара до марта 1945. Друга армија ЈА водила је оштре борбе са јачим немачким и усташко-домобранским снагама на комуникацији Власеница—Зворник—Бијељина, затим на сектору Бијељина, Брчко, Добој, Тузла и са четницима на Мајевици, Озрену и Требави. Крајем марта 1945. одбила је јак противнапад немачког 34. армијског корпуса.
У завршним операцијама имала је задатак да у почетном периоду операција, ангажовањем својих дивизија у долини реке Босне, обезбеди унутрашње бокове Прве и Четврте армије ЈА, и да за време Сарајевске операције одржава оперативну везу са Сарајевском оперативном групом. После тога наступала је правцем Добој—Дервента и десном обалом Саве да би што пре избила у долину река Уне и Крке, обезбеђујући десни бок и позадину Четврте армије и садејствујући Првој армији која је наступила северно од Саве. Њене јединице су 5. априла прешле у општу офанзиву на тзв. Добојски мостобран, 17. априла ослободиле Добој, после чега је делом својих снага избила у рејон Босанског Брода, који је ослободила 20. априла, а део 23. српске дивизије садејствовао је Првој армији у ослобођењу Славонског Брода.
У даљем наступању на запад, Друга армија је ослободила Бању Луку 22. априла, а Босанску и Стару Градишку 24. априла. Тада су у њен састав ушле Четврта, Десета и 39. крајишка дивизија из Петог босанског корпуса и Трећа ударна дивизија из Другог ударног корпуса. За операције у доњем току реке Уне и у простору Карловца, крајем априла 1945. године под њену команду је стављена и 34. хрватска дивизија из Четвртог хрватског корпуса. Тада су у оквиру Друге армије формиране Унска оперативна група (23. српска, 28. славонска, 39. крајишка и 45. српска дивизија) и Карловачка оперативна група (Трећа ударна, Четврта и Десета крајишка и 34. хрватска дивизија), док је 25. српска дивизија водила борбе с усташком групацијом у троуглу река Босне и Саве.
Унска оперативна група избила је до 27. априла пред непријатељски фронт на реци Уни од Босанског Новог до Јасеновца, а Карловачка оперативна група продужила је преко Бихаћа и Слуња на сектор карловачког утврђеног рејона. Од 27. априла до 2. маја Унска група дивизија разбила је снаге немачког 15. брдског армијског корпуса и ослободила Хрватску и Босанску Дубицу, Костајницу, Костајницу, Добрљин, Двор на Уни и Нови Град, а затим продужила преко Сиска и Петриње ка Загребу. Карловачка група дивизија од 30. априла до 6. маја водила је тешке борбе против снага немачког 91. армијског корпуса, уништила непријатеља у добро брањеним упориштима: Генералском Столу, Дугој Реси и ослободила Карловац.
Потом је Друга армија приступила гоњењу непријатеља правцем Метлика-Ново Место-Крањ и Кршко-Зидани Мост, а делови 28. славонске и 45. српске дивизије, одбацивши 7. СС дивизију „Принц Еуген“, ушли су ујутро 8. маја с југа у Загреб, и у садејству са снагама Прве армије ослободиле га. Подржавајући гоњење непријатеља, јединице Друге армије су од 10. до 15. маја принудиле на капитулацију и разоружале немачку 7. СС дивизију Принц Еуген и 373. легионарску дивизију и бројне усташке и четничке јединице на простору између Загреба и Зиданог Моста, а у садејству са јединицама Прве и Треће армије и остале непријатељске снаге у Штајерској и Горењској, где је завршила свој ратни пут.
Од свог формирања до 15. маја 1945. Друга армија је уништила око 30.000 и заробила 36.614 непријатељских војника, подофицира и официра, уз сопствене губитке од 4.961 погинулог и 14.212 рањених. Само од 10. до 15. маја њене јединице заробиле су 21.000 непријатељских војника и заплениле 29 тенкова и другог наоружања.